# Xã Cannon, Michigan
Xã Cannon (tiếng Anh: Cannon Township) là một xã thuộc quận Kent, tiểu bang Michigan, Hoa Kỳ. Năm 2010, dân số của xã này là 13.336 người.